# Sénat du Maine
130e législature
Capitole de l'État du Maine, Augusta
Le Sénat du Maine (Maine Senate) est la chambre haute de la législature de l'État américain du Maine.

## Composition
Il comprend 35 sièges pourvus pour deux ans au scrutin uninominal majoritaire à un tour dans autant de circonscriptions. Les membres sont limités à quatre mandats consécutifs, mais ils peuvent se présenter à nouveau après une attente de deux ans. Contrairement à la Chambre basse, le Sénat ne réserve pas de sièges sans vote aux tribus autochtones.

## Présidence
Contrairement à de nombreux États américains, le Maine n'a pas de fonction de lieutenant-gouverneur. Le Sénat élit donc son propre président qui est aussi le premier dans la ligne de succession au poste de gouverneur en cas de vacance.

## Siège
Le Sénat du Maine siège au Capitole de l'État du Maine situé à Augusta.

## Représentation
| Date          | Parti      | Parti        | Parti        | Total |
| Date          | Démocrates | Républicains | Indépendants | Total |
| ------------- | ---------- | ------------ | ------------ | ----- |
| Date          |            |              |              | Total |
| décembre 2016 | 17         | 18           | 0            | 35    |
| décembre 2018 | 21         | 14           | 0            | 35    |
| décembre 2020 | 21         | 13           | 0            | 34    |
| 10 mars 2021  | 22         | 13           | 0            | 35    |